# Bob Berman

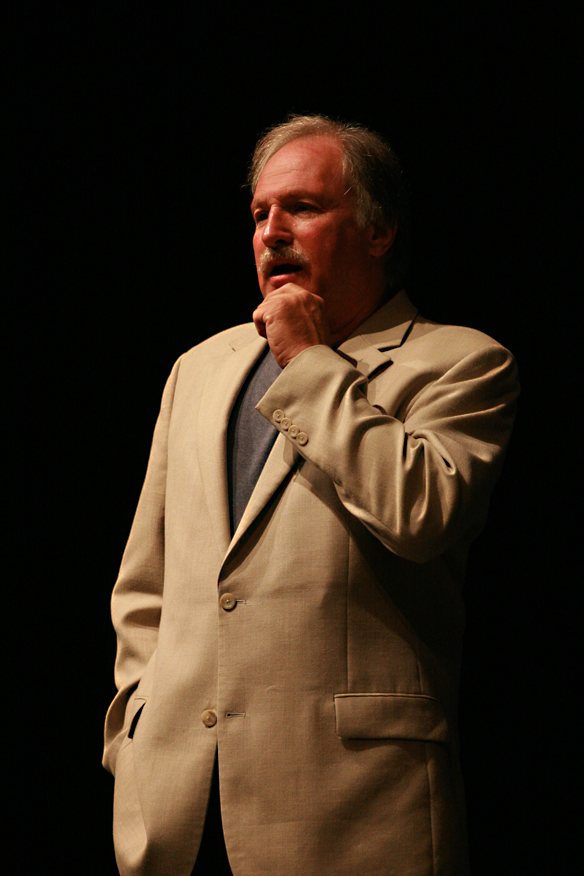
Bob Berman 2009

Robert Berman, känd som Bob Berman, är en amerikansk astronom och författare. Han har tidigare varit verksam som adjungerad professor i astronomi vid Marymount Manhattan College, mellan åren 1996 till 2000. Som författare har han utgett flera populärvetenskapliga böcker och även synts som gäst i TV-program som The Late Show with David Letterman.